# Purpuricenus globulicollis
Purpuricenus globulicollis är en skalbaggsart som beskrevs av Pierre François Marie Auguste Dejean 1839. Purpuricenus globulicollis ingår i släktet Purpuricenus och familjen långhorningar. IUCN kategoriserar arten globalt som otillräckligt studerad.
Artens utbredningsområde är Frankrike. Inga underarter finns listade i Catalogue of Life.